# نوواوزیورنویه
نوواوزیورنویه (به لاتین: Novoozyornoye) یک منطقهٔ مسکونی در روسیه است که در سرزمین آلتای واقع شده‌است.